# Stiftung Sammlung Kamm
Die Stiftung Sammlung Kamm ist eine schweizerische Stiftung, die eine Kunstsammlung verwaltet. Sie wurde im Jahr 1998 gegründet und hat das Ziel, das Stiftungsvermögen, bestehend aus Kunstwerken und Dokumenten, im Kunsthaus Zug als Dauerleihgabe zu beheimaten und der Öffentlichkeit zugänglich zu machen. Der Aufbau der einstigen Privatsammlung fand insbesondere in den 1950er und 1960er Jahren statt. Die Stiftung verfügt über die grösste Kollektion von Werkgruppen der Wiener Moderne ausserhalb Österreichs in Europa. Neben Werken der bildenden Kunst liegt ein weiterer Schwerpunkt auf Arbeiten der angewandten Kunst, insbesondere der Wiener Werkstätte. Ebenfalls Teil der Sammlung sind Werkgruppen der wichtigsten Avantgardebewegungen des 20. Jahrhunderts, Arbeiten des französischen Kubismus und des deutschen Expressionismus.

## Geschichte
Der Sammlungsschwerpunkt Wiener Moderne der Stiftung Sammlung Kamm liegt in der Biografie des Ehepaars Kamm begründet. Editha Kamm-Ehrbar (1901–1980) stammte aus Wien, Fritz Kamm (1897–1967) arbeitete ein Jahrzehnt lang in der Stadt. Die Sammlung ist eng mit dem Künstler und Bildhauer Fritz Wotruba verbunden, der in den 1950er und 1960er Jahren massgeblich an ihrem Aufbau beteiligt war.

### Zug und Wien
Das Ehepaar Kamm war zunächst vor allem an Musik, Oper und Theater interessiert. Durch die Bekanntschaft mit dem österreichischen Bildhauer Fritz Wotruba, der sich während des Zweiten Weltkriegs im Schweizer Exil befand, eröffnete sich den Kamms neben den darstellenden Künsten zusätzlich der Zugang zur bildenden Kunst. In die Exilzeit fielen erste Werkankäufe durch Fritz Kamm. Neben Fritz Kamm fanden sich auch weitere Käufer wie etwa der Unternehmer und Kunstsammler Georg Reinhart und der Zürcher Unternehmer Emil Bührle. Durch einen persönlichen Kontakt zum Zuger Bundesrat Philipp Etter erhielt Wotruba einige Privilegien während seines Aufenthaltes. Neben einer Arbeitserlaubnis wurde die Reisebeschränkung aufgehoben und er verfügte über eine beschränkte Bewilligung zum Ausstellen und Verkaufen seiner Werke. Während der Jahre im Exil beteiligte sich Wotruba an zahlreichen Ausstellungen in der Schweiz, unter anderem im Kunstmuseum Winterthur, dem Kunsthaus Zürich, dem Kunstmuseum Basel und der Kunsthalle Bern. Ende 1945 kehrten Marian und Fritz Wotruba nach Wien zurück, wo Fritz Wotruba an die Akademie der Künste in Wien berufen wurde.

### Galerie Würthle
1953 erwarb Fritz Kamm auf den Rat Fritz Wotrubas die Galerie Würthle in Wien. Wotruba wurde künstlerischer Leiter der Galerie und hatte diese Position bis 1965 inne. Fritz Kamm trat nicht öffentlich in Erscheinung und liess Wotruba freie Hand. Ein Fokus des Programms der folgenden Jahre lag auf Zeichnungen.
Im Eröffnungsjahr zeigte die Galerie eine Auswahl französischer Werke von Künstlern wie von Villon, Friedländer, Léger und Picasso. Auch Wotruba selbst stellte in der Galerie Würthle aus. 1954 beschloss er das Ausstellungsjahr mit eigenen Werken in Stein, Bronze, mit Aquarellen und Zeichnungen.
Neben Präsentationen von zeitgenössischen Künstlern spielte die Wiener Moderne im Programm eine wichtige Rolle. Werke von Künstlern aus dem Galerieprogramm finden sich in der Stiftung Sammlung Kamm wieder. Ebenfalls in dieser Zeit werden wichtige Arbeiten von Fritz Wotruba für die Sammlung angekauft. Die Verbindung von Wotruba und Fritz Kamm führte zum Grundstock der Stiftung Sammlung Kamm aus den Ausstellungen der Galerie. Wotrubas Bild der Moderne widerspiegelt sich sowohl im Programm der Galerie Würthle als auch in der Stiftung Sammlung Kamm.

### Gründung der Stiftung
1998 wurde von Peter Kamm, Christa Kamm und Christine Kamm-Kyburz die Stiftung Sammlung Kamm mit Sitz in Zug (Schweiz) gegründet. Im Besitz der Stiftung befinden sich heute über 400 Werke, unter anderem von Gustav Klimt, Egon Schiele, Oskar Kokoschka, Herbert Boeckl, Richard Gerstl, Josef Hoffmann, Otto Wagner, Henri de Toulouse-Lautrec, Fernand Léger, August Macke, Franz Marc und Fritz Wotruba.

## Stiftungsrat
- Alexander Jolles (Präsident)
- Matthias Haldemann (Vizepräsident)
- Christa Kamm
- Markus Kristan
- Jürg Scheuzger
- Herbert Wey

(Stand 2025)

## Sammlungsschwerpunkte
Die Sammlung Kamm verfügt über mehrere Sammlungsschwerpunkte und befindet sich als Depositum im Kunsthaus Zug.
- Wiener Moderne
- Expressionismus
- Kubismus
- Bauhaus
- 20./21. Jahrhundert

Der Fokus auf die Wiener Moderne in der Stiftung Sammlung Kamm ist für eine Sammlung ausserhalb Österreichs in Europa einzigartig. Dies gilt auch für die zehnteilige Werkgruppe von Richard Gerstl, ein Höhepunkt der Stiftung Sammlung Kamm. Die Landschaftsmalereien und Papierarbeiten von Gustav Klimt und Egon Schiele können als weiterer Markstein der Stiftung Sammlung Kamm bezeichnet werden. Die Wiener Werkstätte zeigt Verbindung von angewandter und bildender Kunst. Josef Hoffmann und Koloman Moser sind ebenfalls prominent in der Sammlung vertreten. Mosers Beitrag reicht dabei von Möbeln über Silberdosen bis hin zu Zeichnungen. Bei Hoffmann sind dies Entwurfszeichnungen (aus seinem Nachlass) für Textilien, Flächenmuster, Arbeiten aus Glas und Architekturprojekten, bis hin zu ausgeführten Möbeln, Vasen und Schalen aus Messing.
Ausgehend vom „Wiener Nährboden“ um 1900, zeichnet die Stiftung Sammlung Kamm neben dem bekannten Fokus auf die Wiener Moderne und die Wiener Werkstätte die Wechselwirkungen zwischen dem Wien der Jahrhundertwende und der Moderne des 20. Jahrhunderts nach. Fritz Wotrubas künstlerischer Werdegang widerspiegelt sich dabei ebenso wie der Versuch, nach dem Zweiten Weltkrieg die jäh unterbrochene Entwicklungslinie der Moderne wieder aufzunehmen. Das Sammlungskonzept der Stiftung Sammlung Kamm ist bis zu Wotrubas Tod (1975) eng mit ihm verknüpft. Kaleidoskopisch präsentiert die Stiftung Sammlung Kamm die wichtigsten Avantgardebewegungen des 20. Jahrhunderts und zeigt den regen künstlerischen Austausch in Europa auf.
Eine frühe Pionierrolle innerhalb dieser Verbindungslinien nimmt Henri de Toulouse-Lautrec mit der elfteiligen Mappe Elle (1896) ein. Der französische Künstler setzt sich in der Mappe mit dem Bordell und den Prostituierten auseinander, die er bei ihrer alltäglichen Routine beobachtet. Klimts Zeichnungen ab 1900 lassen die künstlerische Verwandtschaft zum französischen Zeitgenossen erkennen. Die Zeichnungen von Egon Schiele zeigen, wie sich der Künstler vor allem auf die Konturen seiner Figuren und Motive konzentriert; die Auswahl des Bildhauers Wotruba ist hier spürbar. Fritz Wotruba, dessen frühe Jahre als Bildhauer noch stark von den Grossen der Wiener Moderne (Klimt, Schiele, Kokoschka) geprägt war, zeichnet damit seine persönliche Entwicklungslinie nach und gleichzeitig ein Sittenbild der Zeit nach der Jahrhundertwende.
Zur Wiener Moderne sind nicht nur die bildenden Künste zu zählen. Die Blüte des kulturellen Lebens reichte von der Musik über die Kunst und Philosophie bis hin zu den Geistes- und Naturwissenschaften, der Mathematik, den Rechts- und Wirtschaftswissenschaften und der Medizin. Die Wechselwirkungen und persönlichen Kontakte zwischen den verschiedenen Disziplinen können an der Person Arnold Schönberg exemplarisch aufgezeigt werden. Der Komponist und Musiktheoretiker Schönberg erscheint in Richard Gerstls Werk Gruppenbild mit Schönberg (1908). Gerstl verband mit dem Musiker eine künstlerische Freundschaft, mit Schönbergs Frau Mathilde eine kurze und heftige Affäre, die mit der Rückkehr Mathildes zu ihrem Mann endete. Und er taucht ein zweites Mal in der Sammlung im Zusammenhang mit Wotruba auf. Dieser wurde damit beauftragt, das Ehrengrab Schönbergs auf dem Wiener Zentralfriedhof zu gestalten. Ein kleinformatiger bronzener Entwurf zum Grabmal zeugt von der Entstehungsgeschichte.
Mit Franz Marc, Ernst Ludwig Kirchner und August Macke verfügt die Sammlung über wichtige Vertreter des deutschen Expressionismus. Dem österreichischen Maler, Grafiker und Schriftsteller Oskar Kokoschka kommt dabei eine besondere Rolle zu. Sein Werk, das zwischen Wiener Moderne und Expressionismus anzusiedeln ist, schlägt die Brücke zwischen diesen künstlerischen Bewegungen. Exponenten des französischen Kubismus sind mit Jacques Villon (Gaston Duchamp), Albert Gleizes, Juan Gris und Fernand Léger vertreten. Surrealistische Anklänge liefern hingegen Max Ernst und Pablo Picasso.
Eine sechsteilige Werkgruppe von Oskar Schlemmer setzt die Bezugspunkte zu Wien fort. Mit Schlemmer, Formmeister und zuständig für die Abteilung Wandmalerei am Bauhaus, steht die Verbindung zur Wiener Werkstätte erneut im Zentrum. Mit dem österreichisch-amerikanischen Universalkünstler Frederick Kiesler rückt ein weiterer Künstler in den Blickpunkt. Kiesler wuchs in Wien um 1900 auf und war mit vielen Künstlern der Stiftung Sammlung Kamm bekannt. Sein Werk, das sich nicht auf ein Material oder Medium beschränkt, spiegelt den spartenübergreifenden Charakter der Wiener Wurzeln. Er pflegte auch nach seiner Emigration 1926 in die USA einen regen Austausch zwischen der Alten und der Neuen Welt. Einen weiteren Höhepunkt der Sammlung bildet die umfassende Werkgruppe von Fritz Wotruba selbst. Sie deckt eine über 40 Jahre dauernde Schaffensperiode ab und vereint Papierarbeiten mit Skulpturen in den unterschiedlichsten Materialien.
Die künstlerische Vernetzung der Sammlungsschwerpunkte reicht bis in die Gegenwart. Hier ist beispielsweise Arnulf Rainer zu nennen, er stellte bereits 1954 in der von Fritz Wotruba geführten Galerie Würthle aus. Bethan Huws bezieht sich in ihrer Arbeit The Large Glass (2013) auf einen Glaspokal von Josef Hoffmann, dem Mitbegründer der Wiener Werkstätte. Die zeitgenössischen Skulpturen des Österreichers Michael Kienzer wiederum schlagen den Bogen zu Fritz Wotruba und damit zum Ausgangspunkt der Sammlung.

## Galerie

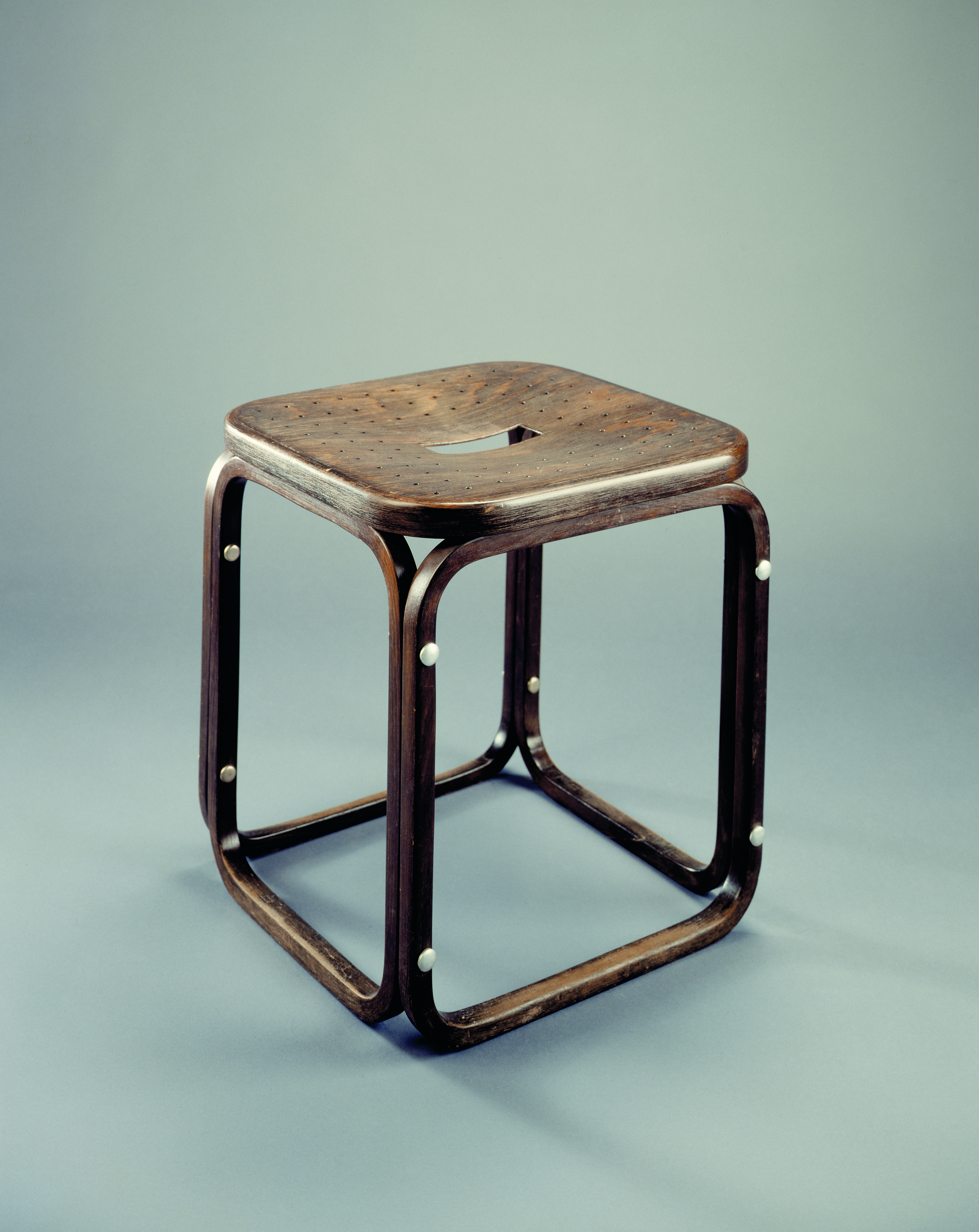
Otto Wagner, Hocker 1906
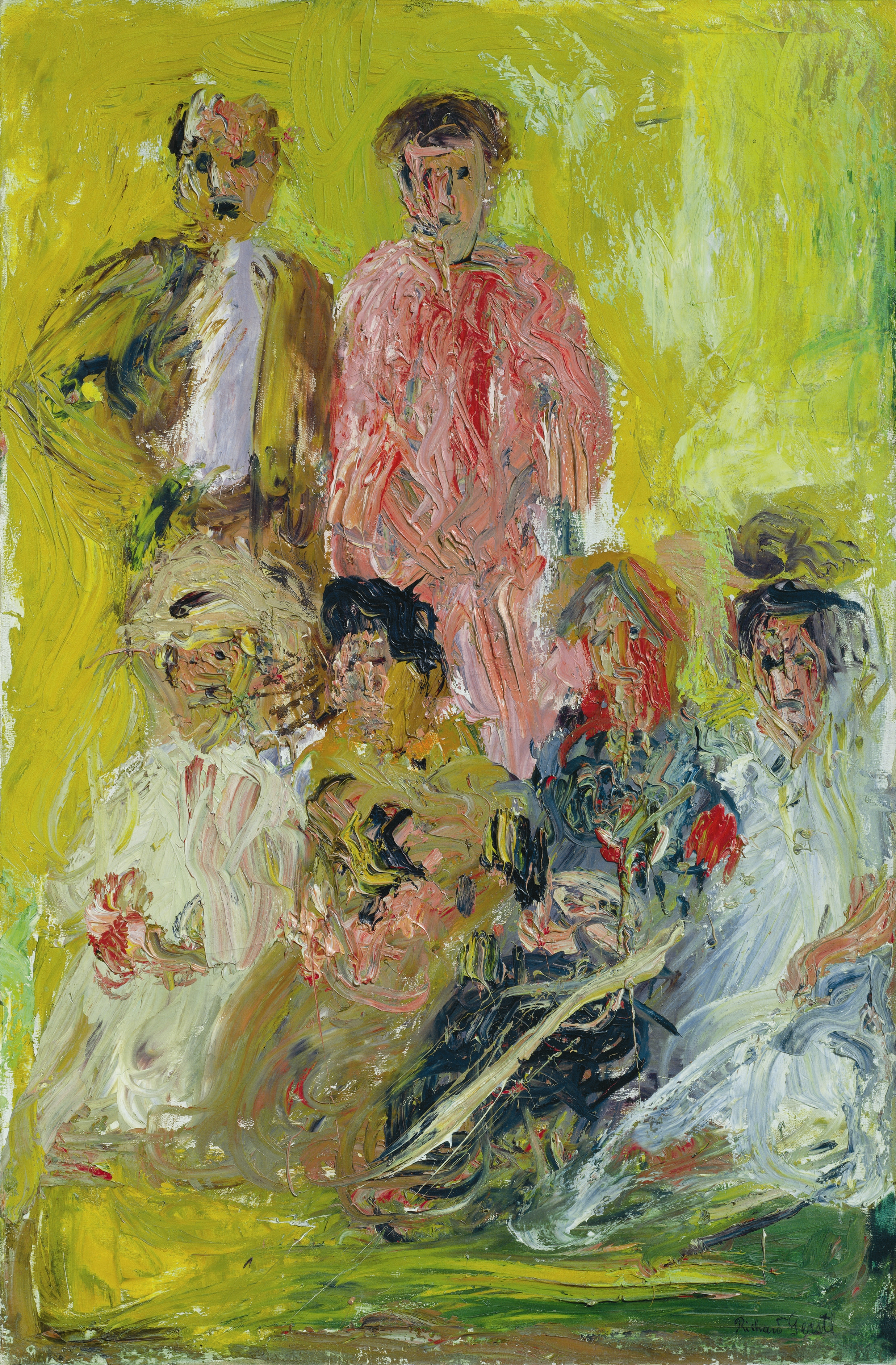
Richard Gerstl: Gruppenbildnis mit Schönberg, 1908
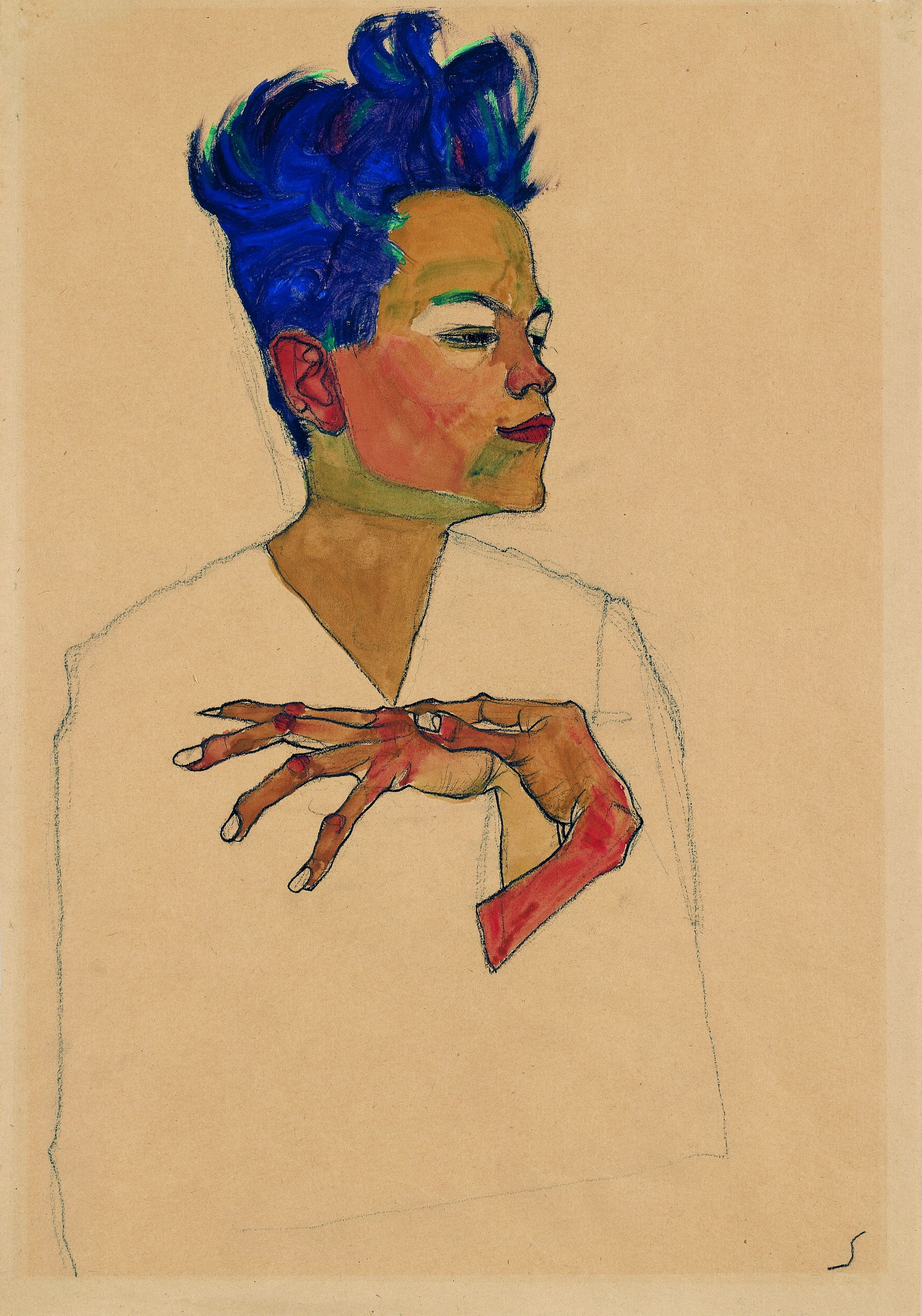
Egon Schiele: Selbstporträt mit an die Brust gelegten Händen, 1910
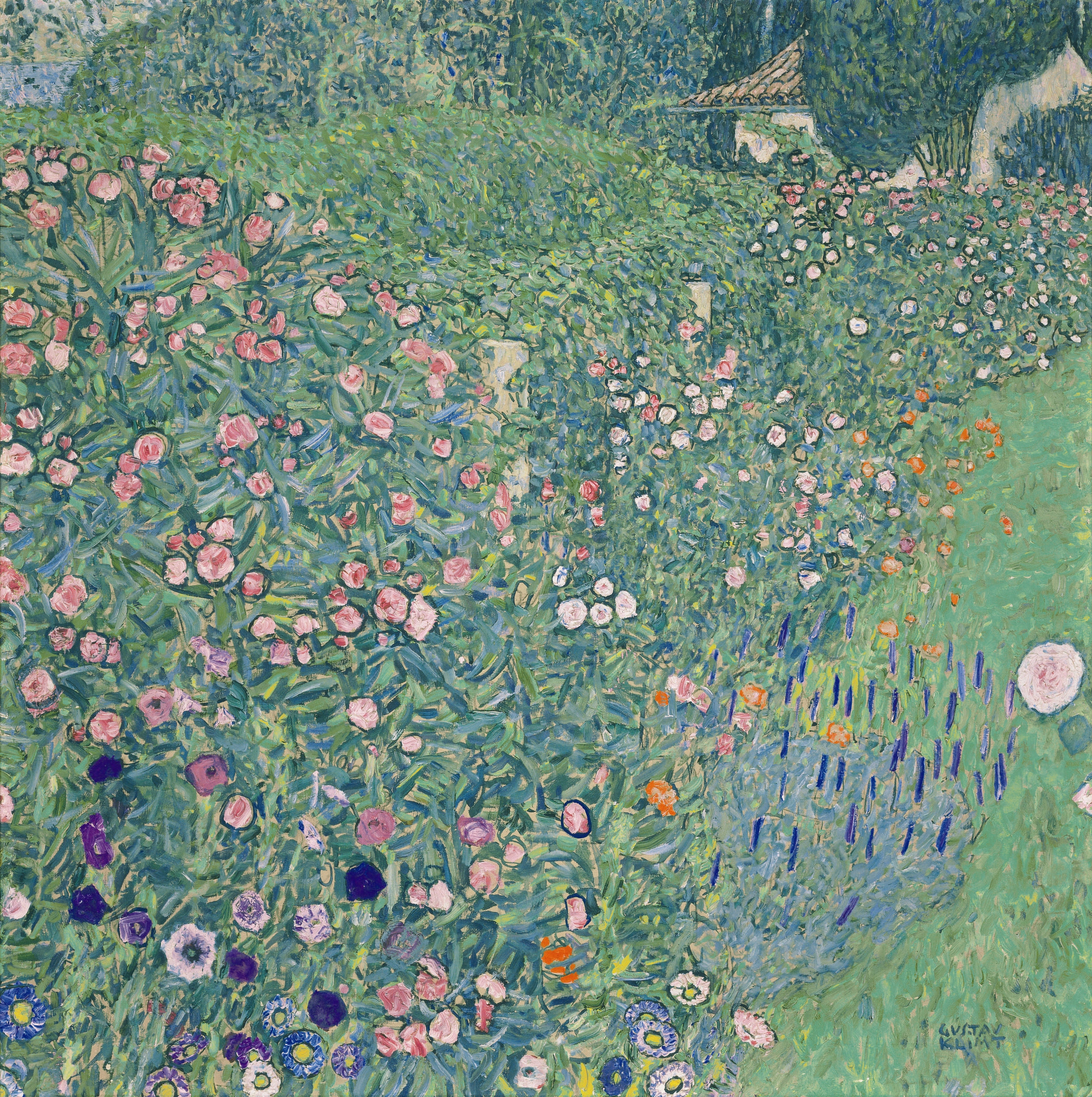
Gustav Klimt: Italienische Gartenlandschaft, 1913

## Aktuelle Schwerpunkte
Die Sammlung kann wegen beschränkter Platzverhältnisse im Kunsthaus Zug nicht dauerhaft gezeigt werden. In vielseitigen und genreübergreifenden Ausstellungen und Sammlungspräsentationen macht das Kunsthaus Zug die Werke der Stiftung der Öffentlichkeit zugänglich und zeigt gleichzeitig historische und zeitgenössische Bezugspunkte auf.
So präsentierte das Kunsthaus Zug 2003 zur Erinnerung an die 1903 gegründete Wiener Werkstätte die Ausstellung Josef Hoffmann und die Wiener Werkstätte. Display und Werke von Heimo Zobernig. Inszeniert vom Wiener Künstler Heimo Zobernig, bettet die Schau Hoffmanns Relevanz in einen zeitgenössischen Diskurs ein.
Das Jahr 2015 markierte das 25-jährige Jubiläum des Hauses, das in Wege der Sammlung II. Zug – Wien – Budapest die Beziehungsnetze der Stiftung Sammlung Kamm und die damit verbundenen Wirkungskreise bis in die Gegenwart aufgezeigte.
2018 feiert die Stiftung Sammlung Kamm ihr 20-jähriges Bestehen. Das Kunsthaus Zug nahm dieses Ereignis zum Anlass, die Werke der Stiftung in gleich zwei Ausstellungen zu präsentieren. Einmal im Spiegel der europäischen Avantgarden Wien zu Europa. Klimt und Schiele zu Léger und Klee in der Sammlung, das andere Mal mit zeitgenössischen Positionen Die Sammlung zur Sammlung. Zeitgenössische Interpretationen zu historischen Werken von Hoffmann, Kiesler, Klimt, Picasso, Schiele, Wotruba u.a.

## Leihgaben und Leihnahmen
Ein spezieller Fokus liegt auf der Vermittlung der Werke im In- und Ausland.
2020 versammelt À fleur de peau. Vienne 1900, de Klimt à Schiele et Kokoschka im Musée cantonal des Beaux Arts in Lausanne zahlreiche Werke der Stiftung Sammlung Kamm. Die Ausstellung wirft den Blick zurück auf das Wien um 1900 und verzahnt die bildende mit der angewandten Kunst. Bedeutende Werke der Sammlung Kamm wurden bis Anfang 2018 in der Legion of Honor, Fine Arts Museums of San Francisco mit KLIMT & RODIN: An Artistic Encounter präsentiert. Die Ausstellung war gleichzeitig die erste grosse Präsentation von Gustav Klimts Werk an der amerikanischen Westküste. Im Ausland werden durch Leihgaben der Stiftung Sammlung Kamm umfassende Retrospektiven ermöglicht, so zum Beispiel 2017 in der Frankfurter Schirn mit Richard Gerstl. Retrospektive. Mit Egon Schiele – Jenny Saville setzte das Kunsthaus Zürich 2014 zwei künstlerische Positionen in einen Dialog, die sich mit dem Thema Körper auseinandersetzen. 2010 waren Werke der Stiftung Sammlung Kamm in der Ausstellung Wien 1900 – Klimt, Schiele und ihre Zeit zu Gast in der Fondation Beyeler. Mit Richard Gerstl. Inspiration – Vermächtnis widmet das Kunsthaus Zug dem österreichischen Künstler im Herbst 2020 eine umfassende Ausstellung. Die Wechselwirkung zwischen dem ersten österreichischen Expressionisten, seinem Umfeld im Wien um 1900 und zeitgenössischen Kunstschaffenden stehen dabei im Zentrum. Die Schau ist eine Kooperation zwischen dem Kunsthaus Zug und dem Leopold Museum in Wien und vereint erstmals die beiden grössten Gerstl Sammlungen miteinander.
Der Austausch von Werken der Stiftung mit nationalen und internationalen Institutionen ermöglicht Leihgaben für Ausstellungen am Kunsthaus Zug. So konnten grosse thematische Überblicksschauen, die in unregelmässigen Abständen im Kunsthaus Zug stattfinden, Leihgaben aus dem In- und Ausland nutzen. Beispiele für solche Ausstellungen sind:
- Komödie des Daseins. Kunst und Humor von der Antike bis heute (23. September 2018 bis 6. Januar 2019)[17]
- LINEA. Vom Umriss zur Aktion. Die Kunst der Linie zwischen Antike und Gegenwart (21. November 2010 bis 27. März 2011)[18][19]
- Das Sehen sehen. Neoimpressionismus und Moderne. Signac bis Eliasson (24. Februar – 22. Juni 2008)[20]
- Harmonie und Dissonanz – Gerstl, Schönberg, Kandinsky. Malerei und Musik im Aufbruch. In Zusammenarbeit mit der Musikhochschule Luzern (12. August – 17. Dezember 2006)[21]

## Die Sammlung im zeitgenössischen Kontext
Durch die enge Kooperation und Beheimatung der Stiftung Sammlung Kamm mit und am Kunsthaus Zug, erfahren die Werke der Stiftung eine Anbindung an die Gegenwart. Im Laufe der Zeit haben verschiedene zeitgenössische Künstlerinnen auf die Sammlung der Stiftung reagiert. Diese organische und über die Jahre gewachsene Einbindung der Werke in Ausstellungen und Projekten zeigt den Facettenreichtum der Stiftung Sammlung Kamm auf. Gleichzeitig unterstreichen die Bezüge in die heutige Zeit die Aktualität der Sammlung.
Die walisische Künstlerin Bethan Huws reagiert beispielsweise in der Ausstellung (* 1961) The Large Glass – Bethan Huws. Die Sammlung Kamm und das Werk von Bethan Huws, den vier Jahreszeiten entsprechend angeordnet (30. Nov. 2013 – 9. März 2014) auf die Sammlungsbestände. Sie nimmt unterschiedliche Handlungsstränge der Sammlung auf und knüpft mit The Large Glass ein Netz, das von Josef Hoffman und der Wiener Moderne bis hin zu Marcel Duchamp und in die Gegenwart reicht. Weitere zeitgenössische Künstler, die sich in Ausstellungen und Arbeiten auf die Stiftung Sammlung Kamm beziehen, sind Richard Tuttle (* 1941), Pavel Pepperstein (* 1966) und Christoph Rütimann (* 1955).
In enger Zusammenarbeit mit dem Kunsthaus Zug, können Ankäufe die Sammlung der Stiftung ergänzen. Diese ausgesuchten künstlerischen Positionen erweitern den Sammlungsbestand der Stiftung, wie beispielsweise Michael Kienzers Korsett (2017). Im Garten des Kunsthaus Zug platziert, nimmt das Werk des österreichischen Bildhauers (* 1962) ein Zwiegespräch mit Wotrubas Grosse Skulptur auf.
Der neuste Ankauf der Sammlung Kamm widmet sich dem österreichisch-amerikanischen Architekten, Bühnenbildner, Künstler, Ausstellungsmacher, Designer und Theoretiker Friedrich Kiesler (1890–1965). Spartenübergreifend hatte er eine Scharnierfunktion zwischen der Wiener Moderne, der Idee des Gesamtkunstwerks sowie den 50er und 60er Jahren. Das erworbene fünfteilige Werk verweist auf die Vielschichtigkeit in Kieslers mannigfaltigem Schaffen.